# Habach
Habach település Németországban, azon belül Bajorországban. Lakosainak száma 1199 fő (2023. december 31.). Habach Obersöchering, Antdorf és Sindelsdorf községekkel határos.

## Népesség
A település népessége az elmúlt években az alábbi módon változott:
| Lakosok száma | 379  | 788  | 648  | 723  | 1106 | 1150 | 1178 | 1177 | 1167 | 1199 |
|               | 1875 | 1950 | 1975 | 1987 | 2012 | 2014 | 2016 | 2017 | 2021 | 2023 |